# DISC-analyse
DISC-analyse er et analyseværktøj til at vurdere adfærd. Teorien bag er grundlagt af psykolog og professor William Moulton Marston. DISK-personfaktormodellen (engelsk: Personality Factor Model (DISC)) er en senere udgave af dette værktøj (3. generation), der er beskrevet og udviklet af professor John G. Geier i 1958 på baggrund af Marstons teorier fra 1928. 

## D-I-S-K
Bogstaverne D-I-S-K står for fire personlighedstræk, adfærdstræk eller energifaktorer, som ifølge modellen afspejler fire sider af alle mennesker. Disse fire sider udgør ifølge modellen tilsammen hele vores personlighed.
- D = dominanssøgende.
- I = influerende.
- S = stabilitetssøgende.
- K = kompetencesøgende.

Hvert af disse træk beskriver grundtræk i vores adfærd, motivation, overbevisninger, konfliktadfærd m.fl., som kan kendes eller genkendes hos os selv og hos andre.
I sin bog Emotions of Normal People fra 1928 beskrev William Moulton Marston for første gang de fire personlighedstræk D-I-S-K, og efter Marstons død fortsatte John Geier det videnskabelige arbejde med at beskrive menneskers adfærd og udvikle metoder til at måle den. I 1958 kom den første generation af DISC-baserede værktøjer, som siden er kopieret i et væld af varianter og distribueres af en del forskellige udbydere.
I dag kender mange mennesker DISK-profilen fra deres arbejdsplads, hvor de anvender dem til at opnå større indsigt i sig selv og i andre for at skabe bedre resultater og forvalte deres relationer til andre (og sig selv) bedre og mere gnidningsfrit. 
DISC-baserede (DISK) personprofiler findes i en mængde varianter og udgaver og kom oprindelig til Danmark i 1970'erne, hvor de hurtigt blev meget populære. Det skyldes i høj grad det forhold, at personlighedsmodellen, som Geier beskrev, er hurtig at lære og forstå. Profilerne gav pludselig medarbejderne et sprog for den forskellighed på arbejdspladsen, som ellers kunne være svær at forstå og irriterende. Nu fik de et fællessprog og en forståelse af, at forskelligt ikke er forkert - men blot forskelligt. Ydermere fik de øjnene op for, at forskellighederne ikke er hinandens modsætninger men hinandens forudsætninger.

## Historie
Efter en årelang pause fra den kommercielle side af arbejdet med DISK-profilerne vendte John Geier tilbage fra sit videnskabelige retreat med en moderniseret og langt mere holistisk udgave af DISK Profilen, og dermed var 3. generations-værktøjet Personfaktor Modellen skabt. Dette takket være Geiers forskningskollega Professor Dorothy Downey, hvis bidrag i høj grad var dybere og mere helhedsorienteret tilgang til den menneskelige personlighed end tidligere generationers mere mekaniske og strengt overfladiske forholden. 
Hemmeligheden bag 3. generations-værktøjerne ligger i konstruktionen af spørgeskemaet, som i lighed med de foregående typer af læringsinstrumenter var baseret på det ipsative format (forced choice), med fire valgmuligheder. Men hvor de øvrige værktøjer kun målte adfærden i eet skema og tilbød valgmulighederne D-I-S-K, samt eet valg af "mest mig" og eet valg af "mindst mig" i hver ordgruppe på fire, så var det nye spørgeskema delt op i to separate spørgeskemaer, ligesom en femte valgmulighed "N" fungerer som "nuanceringsfaktor." Desuden spørges der forskelligt i de to spørgeskemaer, så resultatet af svarene bliver tre grafer, der tegner et mere flerdimensionelt billede af fokuspersonen end blot en ren matematisk fremskrivning.
Opdelingen i to separate skemaer og bevarelsen af den femte "nuanceringsfaktor" muliggør derfor, at man kan foretage en reel validering af spørgeskemaet og benchmarke resultaterne med andre ægte validerede personprofiler, der er baseret på den i psykologkredse foretrukne spørgeskemaform efter Likertskalaen (Eks.: "På en skala fra 1-6, i hvor høj grad passer dette udsagn så på dig?").
Der er mange gode måder at beskrive de fire energifaktorer på, ligesom flere udbydere bruger de fire farver rød-gul-grøn-blå til at illustrere de fire træk på. Som et kuriosum bruger nogle af udbyderne farverne forskelligt, afhængig af, hvilken farveteori trækkene associeres til. Mest udbredt er dog Johann Wolfgang von Goethes Farveteori, der tager udgangspunkt i en filosofisk-æstetisk opfattelse af de fire grundfarver, samt Lüschers farveteori. 

## Eksempler
Eksempler på beskrivelser af D-I-S-K:
D'erne er stærke, direkte og ærlige. De har evnen til at forestille sig en fremtid, der er mere attraktiv end nutiden og har modet og beslutsomheden til at drive omgivelserne mod dette mål. 
I'erne er venlige og udadvendt socialiserende. De er interesserede og naturligt nysgerrige. De har evnen til at acceptere andre uden forbehold eller betingelser, ligesom de er naturligt anerkendende og inkluderende. 
S'erne er stilfærdige, samarbejdende og lyttende. De er gode teamplayere og formår både at arbejde selvstændigt og er samtidig både villige til og i stand til at arbejde sammen med andre. 
K'erne er seriøse og samvittighedsfulde. De overvejer nøje deres svar og tænker grundigt over andres spørgsmål og udtalelser. Overvejer konsekvenserne af handling med andre.
John Geier var opfinderen af begrebet instrumenteret læring, og derfor benævnes gruppen af personprofiler og hjælpeværktøjer under eet læringsinstrumenter, og de betegnes som feedbackinstrumenter baseret på personens mulige opfattelse og søger at give fokuspersonen et nyttigt billede af deres mulige opfattelse og adfærd. Målet er ikke at sætte personer i bås, men at bevidstgøre dem, om deres valg. Værktøjet siger ikke noget om, hvordan eller hvem personen er. Det søger nuancer og tendenser frem for polaritet og determinisme og siger ikke noget om personens præference. 
Der er mange almindelige medarbejdere og ledere på arbejdspladserne, som er dygtige og erfarne i at praktisere DISK, altså forstå sig selv og andre i modellens optik og omsætte det til den mest passende adfærd og kommunikation i deres løbende tilpasning til forskellige mennesker og varierende situationer. For at arbejde med DISK-profiler eller formidle det for andre og undervise skal man have en DISK-certificering fra en udbyder af et personprofil-system.
Anvendelsen af DISK-profilerne i praksis er ligeså mangfoldig, som de personligheder, den beskriver. Ledelse, kommunikation, samarbejde, rekruttering, coaching, salgstræning, parterapi, børneopdragelse og ungdomsvejledning, samt teamudvikling og elitesportstræning er blot nogle af de områder værktøjerne finder anvendelse for.